# Агірофобія
Агірофобія (грец. gyrus — вир, звивина) або дромофобія (грец. dromos — шлях, біг) — специфічна фобія, що полягає в постійному, ірраціональному, нав'язливому страху перед переходом вулиці або дороги. Причинами даного розладу називають втрату близької людини в ДТП, надмірне захоплення новинами, невпевненість в собі або досвід очевидця аварії.

## Стан людини
Людина, що страждає даною фобією, зазнає труднощів під час переміщення по дорозі або її переході. Хворий або відмовляється її переходити, або переходить, заледве долаючи напади страху. При цьому присутність на дорозі рухомого транспорту не має значення. Хворий агірофобією може побороти свій страх лише в тому випадку, якщо поряд з ним знаходяться люди. Проте, навіть у супроводі близької людини, хворий прагне якнайшвидше подолати перехід, і практично біжить. У цей час у людини посилюються невмотивовані ірраціональні страхи, аж до панічних атак, що вона може раптово перечепитися і впасти, що обов'язково щось упустить, зламається каблук, або вітер віднесе капелюх, або раптом несподівано десь з-за повороту вискочить машина і зіб'є його на величезній швидкості.

## Поширення
Дана фобія не є вродженою і набувається в результаті життєвої діяльності в тій місцевості, де є дорожнє покриття. Широко поширена в місцях з високими показниками урбанізації. Найменше поширення агірофобія отримала в сільській місцевості, зважаючи на географічні і соціальні особливості.

## Види
- Страх перед сучасними швидкісними шосе, що мають декілька смуг руху;
- Страх перед вузькими сільськими дорогами із вибоїнами;
- Страх перед ділянками дороги без спеціальної розмітки.

## Лікування
Дуже ефективним є ведення хворим особистого щоденника і сеанси психоаналітика.